# La Maredeueta
La Maredeueta és una cançó composta en la segona dècada del segle xx per Manuel Penella, amb lletra de José Santonja, per a la cantant valenciana Concha Piquer. El tema principal de la peça és la devoció popular per la Mare de Déu dels Desemparats, patrona de la ciutat de València, interpretada a través d'una tràgica història d'amor.
Es tracta d'una de les cançons més populars de Concha Piquer, sobretot entre la població valenciana, i l'única de l'artista en la qual, per boca del seu protagonista, es fa servir parcialment el valencià. Pel contingut de la lletra, considerada sacrílega per l'Església catòlica, la cançó va arribar a estar censurada durant l'època franquista.

## Lletra
La cançó narra la passió d'un humil escultor que, enamorat d'una jove de l'horta valenciana, la Vicenteta, decideix plasmar la bellesa de la seua amant en una de les seues escultures religioses: «Xiqueta, xiqueta meua, jo ta imatge vull copiar. Seràs la Maredeueta. La Maredeueta més volguda i boniqueta que es venera en el altar». D'esta manera, el rostre de la Vicenteta es converteix en el de la imatge sagrada de la Mare de Déu adorada pel poble. En eixir en processó per primera vegada, els assistents hi reconeixen la fesomia de la Vicenteta: «Mireu a la Vicenteta, més igual no pot estar. Ella és la Maredeueta. La Maredeuta més volguda i boniqueta que es venera en el altar». Este fet ompli l'artista d'una gran alegria.
Un dia, però, la Vicenteta se'n va amb un altre home i abandona per sempre la seua barraca. L'enamorat es queda tan trist que el mateix any, en eixir la seua Verge en la processó, recordant el seu desengany i la seua traïció, insulta la imatge i intenta destrossar-la. La processó s'atura i l'artista, rendit i humiliat, cau de genolls davant la imatge. Llavors, sense veure-la ja com a representació de la Vicenteta, sinó com la Mare de Déu, es dirigeix humilment a ella per demanar-li que li torne la seua estimada: «Oh, santa Meredeueta, no me faces desgraciat. Torna'm la meua xiqueta. La meua xiqueta, que té la teua careta, Mare dels Desemparats».

## Versions
A banda de Concha Piquer, la cançó ha sigut interpretada per artistes com Julita Díaz, Antonio Vargas, Rafael Conde (El Titi), Francisco, Noelia Zanón i Concha Márquez Piquer (filla de Concha Piquer).